# Alliance nationale des démocrates pour la reconstruction
L' Alliance nationale des démocrates pour la reconstruction (Anader) est un parti politique de la  République démocratique du Congo. Il est membre de l'Internationale libérale et du Réseau libéral africain.